# Parque nacional Constitución de 1857
El Parque Nacional Constitución de 1857 es una de las pocas extensiones boscosas que se ubican en la Península de Baja California (México) en el municipio de Ensenada. Comprende una extensión de la sierra de Juárez, en el norte del estado de Baja California, la cual sirve de refugio para una gran cantidad de especies silvestres entre las que destaca el borrego cimarrón y el venado bura. La flora del lugar se compone principalmente por varias especies de coníferas.
Siendo un lugar de gran belleza natural, es muy frecuentado por los habitantes del lugar ya que en él se practican algunas actividades recreativas, para lo cual cuenta con una pequeña infraestructura.

## Decreto
Este parque se estableció el 27 de abril de 1962, mediante un decreto publicado en el Diario Oficial de la Federación, tomando como una de las consideraciones la de establecer un centro de recreo y de protección de los recursos forestales y a la fauna silvestre, teniendo en cuenta además la belleza del lugar por existir en él un sistema de pequeñas lagunetas, cuya solicitud fue hecha por el Gobierno del Estado de Baja California.
El 2 de febrero de 2010, el parque fue declarado también como sitio Ramsar en México.

## Aspectos físicos

### Ubicación
Toda la extensión que comprende este parque nacional se encuentra ubicada en la cadena montañosa denominada sierra de Juárez, dentro del municipio de Ensenada en la delegación Real del Castillo, Baja California. Para llegar hasta este lugar la ciudad más próxima es Ensenada, el parque se ubica aproximadamente a 96 kilómetros al este de la misma tomando la carretera número 3, hasta la población de Ojos Negros. De ahí se toma un camino de terracería hasta llegar al parque (Laguna Hanson) o más conocido como (Parque Constitución De 1857).

### Orografía
Como ya se mencionó, la superficie que abarca el parque nacional se localiza dentro de la porción sur de la sierra de Juárez, la cual forma parte del sistema montañoso conocido como la Sierra Juárez. Este sistema montañoso parece ser una pequeña extensión de la Sierra Nevada, ubicada en el límite oriental del estado estadounidense de California. La provincia fisiográfica de esta región es conocida como planicie Hanson.
La altura máxima que alcanzan las elevaciones del lugar no sobrepasan en los 1,900 m s. n. m., siendo el promedio de la altura que alcanza la zona de los 1,600 a los 1,860 m s. n. m. En general la zona está conformada por planicies extensas de pendientes suaves con suelos graníticos y de textura arenosa, siendo un área poco accidentada, en la cual se ubican dos pequeñas lagunas que ubican la porción alta y central de la sierra.

### Hidrografía

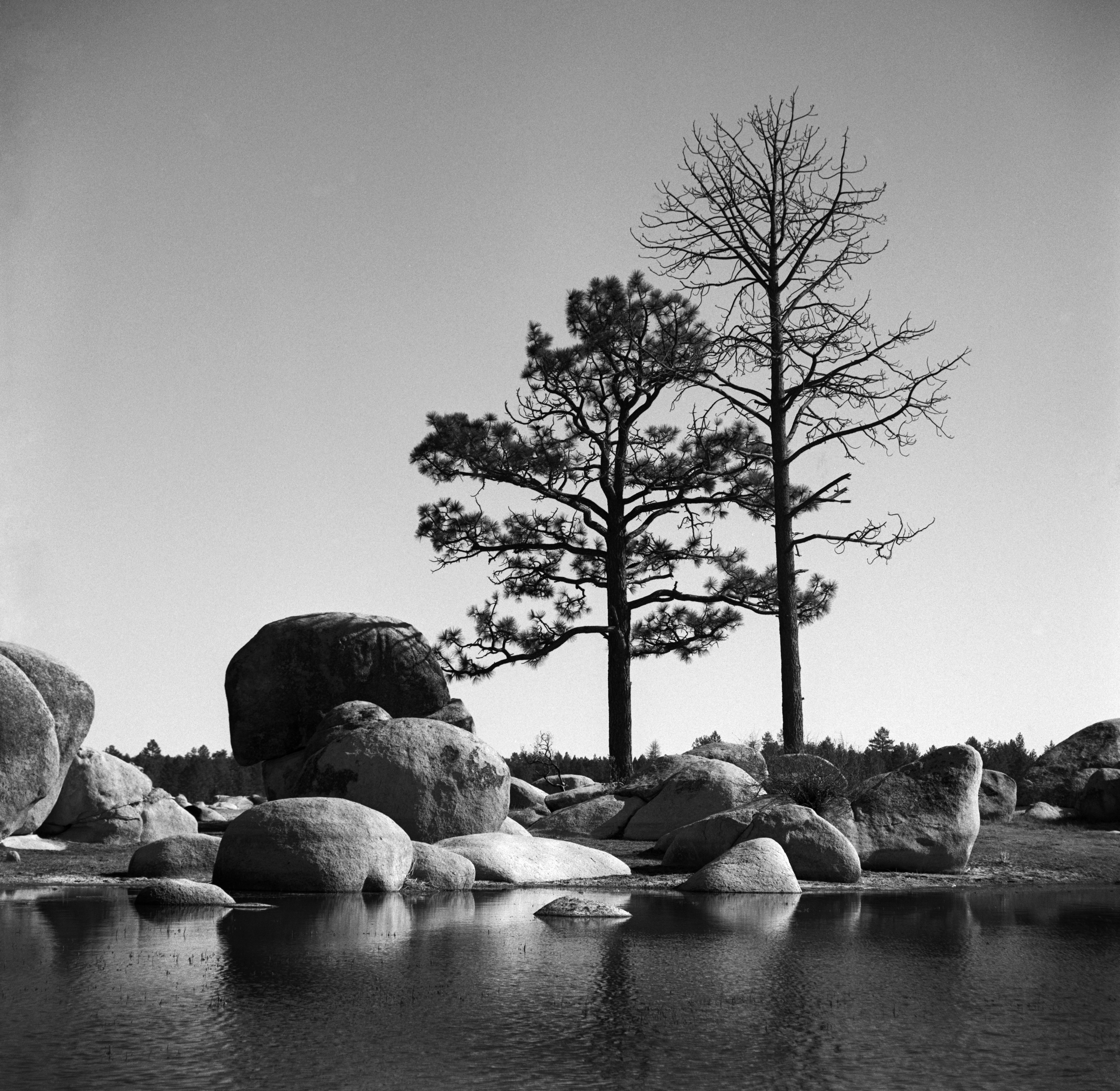
Laguna Hanson

La zona que ocupan el pequeño sistema de lagunas del parque se ubica en la porción central y alta de la sierra, se caracterizan por su mediana y pequeña extensión. Esta lagunas se llegan a desecar casi por completo durante la temporada de verano, y en el invierno se congelan. La más destacada de las dos lagunas es la más conocida como la Laguna de Hanson.

### Clima
El clima es frío subhúmedo en las zonas altas a templado semiseco en las partes bajas. Debido a la altura, en invierno suelen presentarse lluvias y nevadas, periodo en el cual a consecuencia de lo último se pueden llegar a congelar la superficie de sus lagunas.
| Parámetros climáticos promedio de Laguna Hanson, Baja California (1961-1986)     | Parámetros climáticos promedio de Laguna Hanson, Baja California (1961-1986) | Parámetros climáticos promedio de Laguna Hanson, Baja California (1961-1986) | Parámetros climáticos promedio de Laguna Hanson, Baja California (1961-1986) | Parámetros climáticos promedio de Laguna Hanson, Baja California (1961-1986) | Parámetros climáticos promedio de Laguna Hanson, Baja California (1961-1986) | Parámetros climáticos promedio de Laguna Hanson, Baja California (1961-1986) | Parámetros climáticos promedio de Laguna Hanson, Baja California (1961-1986) | Parámetros climáticos promedio de Laguna Hanson, Baja California (1961-1986) | Parámetros climáticos promedio de Laguna Hanson, Baja California (1961-1986) | Parámetros climáticos promedio de Laguna Hanson, Baja California (1961-1986) | Parámetros climáticos promedio de Laguna Hanson, Baja California (1961-1986) | Parámetros climáticos promedio de Laguna Hanson, Baja California (1961-1986) | Parámetros climáticos promedio de Laguna Hanson, Baja California (1961-1986) |
| Mes                                                                              | Ene.                                                                         | Feb.                                                                         | Mar.                                                                         | Abr.                                                                         | May.                                                                         | Jun.                                                                         | Jul.                                                                         | Ago.                                                                         | Sep.                                                                         | Oct.                                                                         | Nov.                                                                         | Dic.                                                                         | Anual                                                                        |
| -------------------------------------------------------------------------------- | ---------------------------------------------------------------------------- | ---------------------------------------------------------------------------- | ---------------------------------------------------------------------------- | ---------------------------------------------------------------------------- | ---------------------------------------------------------------------------- | ---------------------------------------------------------------------------- | ---------------------------------------------------------------------------- | ---------------------------------------------------------------------------- | ---------------------------------------------------------------------------- | ---------------------------------------------------------------------------- | ---------------------------------------------------------------------------- | ---------------------------------------------------------------------------- | ---------------------------------------------------------------------------- |
| Temp. máx. abs. (°C)                                                             | 25.5                                                                         | 26.0                                                                         | 24.0                                                                         | 33.0                                                                         | 33.0                                                                         | 39.0                                                                         | 39.5                                                                         | 40.0                                                                         | 39.5                                                                         | 35.0                                                                         | 31.0                                                                         | 33.0                                                                         | 40.0                                                                         |
| Temp. máx. media (°C)                                                            | 11.7                                                                         | 13.1                                                                         | 12.9                                                                         | 16.0                                                                         | 20.3                                                                         | 24.6                                                                         | 28.4                                                                         | 27.9                                                                         | 25.4                                                                         | 20.0                                                                         | 15.7                                                                         | 13.4                                                                         | 19.1                                                                         |
| Temp. media (°C)                                                                 | 4.5                                                                          | 5.4                                                                          | 5.7                                                                          | 8.0                                                                          | 11.5                                                                         | 15.1                                                                         | 19.0                                                                         | 18.5                                                                         | 16.2                                                                         | 11.1                                                                         | 7.4                                                                          | 5.4                                                                          | 10.7                                                                         |
| Temp. mín. media (°C)                                                            | -2.7                                                                         | -2.3                                                                         | -1.6                                                                         | 0.0                                                                          | 2.7                                                                          | 5.6                                                                          | 9.5                                                                          | 9.1                                                                          | 7.1                                                                          | 2.2                                                                          | -0.8                                                                         | -2.4                                                                         | 2.2                                                                          |
| Temp. mín. abs. (°C)                                                             | -19.0                                                                        | -14.0                                                                        | -11.0                                                                        | -13.0                                                                        | -14.0                                                                        | -6.0                                                                         | -7.0                                                                         | -10.0                                                                        | -5.0                                                                         | -12.0                                                                        | -15.0                                                                        | -17.0                                                                        | -19.0                                                                        |
| Precipitación total (mm)                                                         | 51.1                                                                         | 57.0                                                                         | 68.3                                                                         | 22.9                                                                         | 3.9                                                                          | 0.5                                                                          | 33.8                                                                         | 39.9                                                                         | 21.5                                                                         | 17.8                                                                         | 38.1                                                                         | 36.1                                                                         | 390.9                                                                        |
| Días de precipitaciones (≥ 0.1 mm)                                               | 4.9                                                                          | 4.6                                                                          | 5.5                                                                          | 2.9                                                                          | 0.8                                                                          | 0.2                                                                          | 3.3                                                                          | 3.8                                                                          | 2.1                                                                          | 2.0                                                                          | 3.4                                                                          | 3.9                                                                          | 37.4                                                                         |
| Fuente: Servicio Meteorológico Nacional. Actualizado el 18 de diciembre de 2016. |                                                                              |                                                                              |                                                                              |                                                                              |                                                                              |                                                                              |                                                                              |                                                                              |                                                                              |                                                                              |                                                                              |                                                                              |                                                                              |

## Flora y fauna

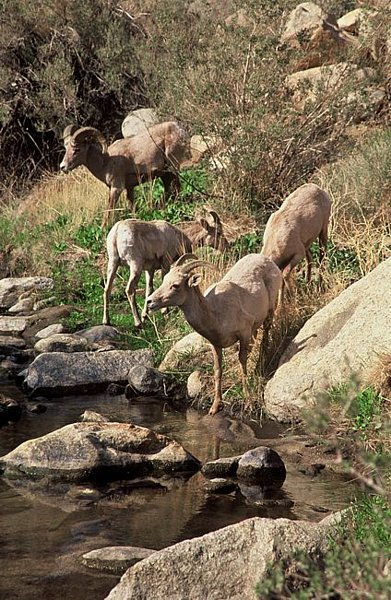
El borrego cimarrón, una de las especies que habitan en la zona.

Este parque es considerado, junto con el parque nacional Sierra de San Pedro Mártir, como uno de los principales refugios de la flora y fauna con que cuenta la península de Baja California, albergando tanto especies endémicas (propias del lugar) como otras importantes que son propias de la región.
De acuerdo al Sistema Nacional de Información sobre Biodiversidad de la Comisión Nacional para el Conocimiento y Uso de la Biodiversidad (CONABIO) en el Parque Nacional Constitución de 1857 habitan más de 640 especies de plantas y animales de las cuales 36 se encuentran dentro de alguna categoría de riesgo de la Norma Oficial Mexicana NOM-059  y 29 son exóticas,

### Flora
La flora del lugar está compuesta principalmente por diversos tipos de coníferas, entre las que destacan sobre las demás especies las que corresponden al Pinus jeffreyi, el Pinus quadrifolia y el Pinus monophylla.
Hay algunos chaparrales entre los bosques de coníferas, y entre las especies que se pueden observar están el Juniperus californica, el Arctostaphylos glauca, la Artemisia tridentata, así como el Adenostoma sparsifolium.

### Fauna
Entre la fauna del lugar se encuentran varias especies de mamíferos y aves, algunos de los cuales se encuentran en peligro de extinción.
Entre los mamíferos están especies como el puma, el venado bura, borrego cimarrón, gato montés, el coyote y el cacomixtle y el ciervo. El borrego cimarrón, conocido como el “carnero de las Rocosas” es un animal ejemplar característico de Baja California.
Algunas especies de menor tamaño abundan también como las liebres, roedores y ardillas.
Dentro de las aves ubicadas en el lugar se aprecian el zopilote, el águila calva, el águila real, el halcón de hombro rojo, carpinteros, cuervos y aves trepadoras. En las lagunas hay especies de patos.

## Atractivos del lugar
Siendo una zona boscosa con paisajes de impresionante belleza, este lugar atrae a visitantes de los poblados cercanos así como al turismo.
Así mismo, cuenta con sitios para acampar y cabañas. Se puede practicar en el parque nacional las siguientes actividades: Campismo, senderismo, alpinismo y excursionismo. Es posible practicar en las lagunas, si la temporada lo permite, el canotaje, el remo y la pesca.